# Kuluncak
Kuluncak là một huyện thuộc tỉnh Malatya, Thổ Nhĩ Kỳ. Huyện có diện tích 681 km² và dân số thời điểm năm 2007 là 9099 người, mật độ 13 người/km².